# Camerano Casasco
Camerano Casasco é uma comuna italiana da região do Piemonte, província de Asti, com cerca de 494 habitantes. Estende-se por uma área de 6.69 km², tendo uma densidade populacional de 82 hab/km². Faz fronteira com Chiusano d'Asti, Cinaglio, Cortandone, Cortazzone, Montechiaro d'Asti, Soglio.

## Demografia
| Variação demográfica do município entre 1861 e 2011                               |
|                                                                                   |
| Fonte: Istituto Nazionale di Statistica (ISTAT) - Elaboração gráfica da Wikipedia |